# See My Friends
«See My Friends» es una canción de la banda británica de rock The Kinks, compuesta por su cantante y guitarrista, Ray Davies. Se lanzó en 1965 y llegó al puesto número diez en las listas británicas. Rara incursión de la banda en el rock psicodélico, siendo conocida por ser la primera canción de rock de una banda occidental en incluir sonidos raga de la India, habiendo sido lanzada cuatro meses antes de  "Norwegian Wood (This Bird Has Flown)" de The Beatles.
A menudo se cita equivocadamente como "See My Friend", debido a un error en la impresión de las copias iniciales distribuidas en el Reino Unido. No obstante, el sitio web de Kassner Music, dueña de los derechos de la canción, especifica que el título correcto es "See My Friends", que además es exactamente como lo canta Davies a lo largo de la canción. A pesar de esto, las ediciones posteriores del tema siguen llevando el título "See My Friends".
Ray Davies dijo que la canción trata sobre la muerte de su hermana mayor, Rene, que residió años en Ontario, Canadá. Cuando regresó a Inglaterra cayó enferma con un soplo en el corazón y murió mientras bailaba en un club nocturno. Antes de morir, Ray Davies, dijo que le regaló su primera guitarra para su cumpleaños número trece. La inspiración para la canción le llegó después de una parada de The Kinks en Bombay durante su gira asiática de 1965, donde Davies se topó con unos pescadores cantando de camino al trabajo.